# Amyotrofe laterale sclerose
Amyotrofe laterale sclerose (ALS) is een tamelijk zeldzame neurologische ziekte waarbij het belangrijkste kenmerk is dat de motorische zenuwcellen in het ruggenmerg en de hersenstam en de motorische schors van de hersenen afsterven. Daardoor ontstaat progressief krachtsverlies, dat uiteindelijk tot de dood leidt van de patiënt door verlamming van de ademhalingsspieren. De aandoening wordt soms nog wel de ziekte van Charcot genoemd naar de eerste beschrijver ervan, en in de VS Lou Gehrig's disease, naar de beroemde Amerikaanse honkballer die eraan leed.
In tegenstelling tot wat vaak wordt gedacht en geschreven, is ALS geen spierziekte.

## Cijfers
De ziekte begint meestal op volwassen leeftijd (gemiddeld 40 tot 60 jaar). De jaarlijkse incidentie (het aantal nieuwe gevallen per jaar) is ongeveer tussen de 2,6 en 5 per 100.000 mensen, en de prevalentie (het aantal patiënten op een bepaald ogenblik) ligt tussen de 4 en 6 per 100.000 mensen. In Nederland zijn er ongeveer 1500 ALS-patiënten; het grootste deel daarvan is man. De man tot vrouw ratio bedraagt 1,5–2:1. Vanaf 65-70 jaar is de incidentie bij vrouwen en mannen gelijk.

## Symptomen
ALS begint vaak met krampen en kleine onwillekeurige spierbewegingen, die een soort golfvormige bewegingen op de huid veroorzaken (fasciculaties). Ze zijn soms pijnlijk, vooral als ze in de kuiten optreden.
Tegelijk met de krampen en fasciculaties of enige tijd later ontstaan ergens in het lichaam spierzwakte en verschrompeling (atrofie) van een of meer spieren. Dit kan bijvoorbeeld in een hand of been zijn, maar soms ook in de keel of tong. Soms beginnen de spierzwakte en atrofie in een ademhalingsspier, maar dat is zeldzaam. De eerste verschijnselen zijn meestal belemmeringen van de fijne motoriek van de hand (vingers) of een klapvoet door parese van de voetheffers. De spierzwakte en atrofie breiden zich langzaam (meestal van distaal naar proximaal) uit tot andere spieren. Krampen en fasciculaties verdwijnen in spieren die krachteloos worden. Soms zijn spieren (bijvoorbeeld in de armen en benen) enige tijd stijf of spastisch voordat ze slap en krachteloos worden. Deze rigiditeit en spasticiteit treden echter zelden op en zijn daarom geen diagnostisch criterium.
Na verloop van tijd verzwakken ook de keelspieren: het spreken wordt onduidelijk (dysartrie) en spreken en slikken worden later vaak onmogelijk. Bovendien krijgen veel ALS-patiënten in het eindstadium klachten over dwanghuilen en/of dwanglachen (bij het minste of geringste in huilen of lachen uitbarsten). Door aantasting van de ademhalingsspieren kunnen kortademigheid en ademnood optreden. De meeste mensen overlijden uiteindelijk doordat de ademhalingsspieren zo verzwakt zijn dat deze ook uitvallen (al dan niet in combinatie met een longontsteking).
Mensen met ALS verliezen niet hun gezichtsvermogen, gehoor, tastzin, reukzin of smaak. De spieren van de urineblaas en oogspieren worden niet beïnvloed en evenmin het libido en de seksuele functies. Ook de cognitieve functies blijven onaangetast.
Door de grote overeenkomsten qua symptomen wordt ALS ook weleens verward met primaire laterale sclerose (PLS), SMA type III, of PSMA.

## Typen ALS
Er zijn verschillende typen ALS (tussen haakjes het percentage patiënten met die vorm van ALS):
- SALS: sporadische ALS, waarbij er geen erfelijk/familiaal verband gevonden kan worden. Dit wil zeggen dat er geen directe genetische oorzaak bekend is (ongeveer 90%).
- FALS: familiaire ALS (ongeveer 10%): soms is ALS erfelijk. Binnen een familie zijn er dan meerdere mensen die aan ALS lijden/hebben geleden. Voor de erfelijke of familiaire vorm zijn een aantal genetische mutaties bekend die geassocieerd worden met het ontwikkelen van de ziekte, maar deze mutaties lijken weinig onderling verband te hebben. Een genetisch defect op chromosoom 21 in het gen dat codeert voor het koper/zink superoxide dismutase (SOD1) is autosomaal dominant overerfbaar en is verantwoordelijk voor circa 10% van de familiaire ALS-gevallen.
- Beentype: dit is het type dat in 30% van de gevallen voorkomt en, zoals de naam het zegt, aanvangt in het been. Men begint te struikelen, valt weleens, krijgt een klapvoet.
- Armtype: dit is de vorm die in 40% van de gevallen optreedt. Patiënten krijgen het moeilijk met fijne motoriek, laten een glas uit hun handen vallen, kunnen hun veters niet meer strikken, kunnen moeilijker met een toetsenbord of smartphone werken.
- Bulbaire type: dit is de vorm van ALS die in 30% van de gevallen voorkomt en waarbij de slik-, spraak- en ademhalingsspieren eerst uitvallen. Vaak is het de omgeving die opmerkt dat de stem van de persoon in kwestie verandert. Men spreekt onduidelijker, de stem wordt zachter, men krijgt problemen met het slikken en kauwen, eten en drinken worden moeilijker, sommige patiënten krijgen last van speekselvloed. Dit laatste gebeurt niet door het aanmaken van meer speeksel, maar door het niet kunnen wegslikken ervan. Bulbaire ALS staat bekend als een iets agressievere vorm met een slechtere prognose, aangezien de ademhalingsspieren hier onmiddellijk onder druk staan.
- Daarnaast kan een ALS-patiënt frontotemporale dementie ontwikkelen. Frontotemporale dementie (FTD) is een drastische verandering van gedrag en taalvaardigheid door het verlies van zenuwcellen in frontale en temporale hersengebieden. Bij ongeveer 15% van de patiënten met ALS treedt FTD op. FTD grijpt in op aspecten die behoren tot de kern van het mens-zijn: taal, persoonlijkheid en de manier van omgaan met anderen.

Zeldzame subvormen:
- juveniele ALS: erfelijke vorm waarbij de eerste symptomen tot uiting komen bij patiënten jonger dan 20 jaar
- ALS-FTDP: combinatie van ALS, FTD en Parkinsonisme

### Andere ziekten waarbij de motorische zenuwcellen afsterven
- Primaire laterale sclerose
- Progressieve spinale musculaire atrofie (PSMA)
- Spinale musculaire atrofieën (type I, II en III)
- Ziekte van Kennedy, ook bekend als spinobulbaire musculaire atrofie

## Behandeling

### Protocollair
- Een medicijn dat geregistreerd is voor de behandeling van ALS is riluzol, een middel dat natriumkanalen en de glutamaatreceptor (NMDA-receptor) blokkeert, met als doel de (destructieve) effecten van glutamaat op zenuwcellen tegen te gaan. In de praktijk blijkt dit middel het leven echter slechts enkele maanden te verlengen.
- Verder bestaat de behandeling vooral uit verschillende therapievormen zoals fysiotherapie, ergotherapie, en logopedie. Spasticiteit kan behandeld worden met injecties met botulinetoxine of een andere spierverslapper. Ademhalingsproblemen kunnen verlicht worden door verschillende methoden van mechanische beademing.
- Het medicijn tofersen (merknaam Qalsody) is bedoeld voor de behandeling van ALS-patiënten, geassocieerd met een mutatie in het superoxidedismutase 1 gen (SOD1-ALS). Het zorgt voor afname van schade aan de motorische zenuwcellen en stabilisatie van het ziekteverloop van de SOD1-ALS-patiënt.[8] Het Amerikaanse agentschap FDA heeft tofersen in 2023 goedgekeurd en het Europees Geneesmiddelenbureau (EMA) deed dat 2024.[9]

### Experimentele behandelmethoden
- Stamceltherapie - In de toekomst kan stamceltherapie mogelijk een veelbelovende behandelingsoptie worden voor ALS. Verschillende studies bewezen de effectiviteit van het inbrengen van autologe neurale stamcellen bij muizen.[10] Bij mensen is de veiligheid van deze behandeling reeds aangetoond.[11] Hoewel enkele patiënten opmerkelijke verbetering toonden ten gevolge van de behandeling, zijn de resultaten wisselvallig en moeten grotere klinische onderzoeken uitsluitsel brengen.
- Vitamine E - In een transgeen muismodel voor FALS blijkt vitamine E het ontstaan en de progressie van de ziekte te kunnen vertragen. In tegenstelling tot riluzol verlengde vitamine E de overlevingsduur niet.[12] Bij de mens kon slechts een preventieve werking aangetoond worden in epidemiologische studies. Onder mensen die langdurig vitamine E-voedingsupplementen gebruiken blijkt minder ALS voor te komen dan bij mensen die géén extra vitamine E nemen.[13][14] Wanneer vitamine E-inname gecombineerd wordt met de inname van omega 3-vetzuren wordt dit effect nog versterkt.[15] Bij patiënten die al riluzol gebruiken, blijkt het aanvullend gebruik van vitamine E geen significante voordelen te hebben.[16] Geen enkele studie heeft significante therapeutische effecten van vitamine E kunnen aantonen. Er is onvoldoende bewijs om de effectiviteit van antioxidanten in de behandeling van ALS te ondersteunen. De hoge tolerantie, veiligheid en lage kostprijs van vitamine E samen met het ontbreken van enige andere effectieve behandeling voor ALS verklaren het gebruik van deze middelen door artsen bij mensen met ALS. Hoewel er geen substantieel klinisch bewijs bestaat van enige effectiviteit, zijn er geen duidelijke contra-indicaties.[17]
- Hyperbare zuurstoftherapie bleek in een klein onderzoek bij vier van de vijf onderzochte ALS-patiënten vermoeidheidsklachten te kunnen verminderen en tot een vermeerdering van spierkracht te leiden.[18] In een later onderzoek werd echter geen effectiviteit gevonden.[19] Vooralsnog wordt het gebruik van hyperbare zuurstoftherapie niet aanbevolen bij ALS.[20]
- Een ketogeen dieet staat in de wetenschappelijke belangstelling als behandelmethode van ALS. Volgens een in 2006 gepubliceerd artikel had een ketogeen dieet in een muismodel voor ALS een beschermend effect op zenuwcellen, dit duidt er mogelijk op dat het de progressie van ALS kan vertragen.[21] Mitochondriën spelen mogelijk een belangrijke rol bij de neuronale celdood die optreedt bij ALS en ketolichamen kunnen deze mitochondriale energieproductie bevorderen en membraanstabiliserend werken.[21]

## Vooruitzichten
ALS is een fatale aandoening. De gemiddelde overlevingstijd vanaf het ontstaan van klinische tekenen van spierzwakte is 4 tot 5 jaar. Langere overleving komt regelmatig voor, ongeveer 15% van de patiënten leeft langer dan 5 jaar na het stellen van de diagnose en 5% van de patiënten overleeft meer dan 10 jaar. Langere overleving komt voornamelijk voor bij mannelijke en jongere patiënten, met de niet bulbaire vorm van de ziekte. Een beperkt aantal gevallen van remissie is beschreven, met de Britse fysicus Stephen Hawking als bekendste voorbeeld.
Bij de familiaire vorm van ALS met een A4V-mutatie in het zink superoxide dismutase 1-gen bedraagt de gemiddelde overlevingsduur vanaf het begin van de symptomen amper 12 maanden.
Andere vormen van motor-neuron-ziektes als PMA, PBP en PLS die niet evolueren in de klassieke vorm van ALS kennen een overlevingstijd van tientallen jaren.

## Hypothesen oorzaak
De oorzaken en het exacte ontstaansmechanisme van zowel de erfelijke als de sporadische vorm van ALS zijn onbekend. Algemeen wordt aangenomen dat het een multifactoriële aandoening is. Dit houdt in dat verscheidene genetische en mogelijke milieufactoren een rol spelen in het ontstaan van de ziekte.
Er bestaan verschillende hypothesen over ontstaan en ontwikkeling van ALS:
- Oxidatieve stress:[25] Oxidatieve stress speelt waarschijnlijk een sleutelrol in het ziekteproces. Circa 20% van de familiaire ALS-gevallen gaat gepaard met een (autosomaal dominant overerfbaar) defect in het gen dat codeert voor het enzym koper/zink superoxide dismutase (SOD1). Dit defecte antioxidantenzym bij familiaire ALS-patiënten genereert dan juist vrije radicalen in plaats van ze te bestrijden. Door oxidatieve stress worden te sterk beschadigde neuronen door apoptotische processen vervolgens opgeruimd, na verloop van tijd zullen als gevolg hiervan spierfuncties verminderen en uiteindelijk uitvallen.[26]
- Glutamaat-toxiciteit.[25] Als gevolg van een defect glutamaattransportsysteem zouden hoge glutamaatniveaus ontstaan in de synaps. Daardoor stijgt de intracellulaire calciumspiegel te veel, wat leidt tot allerlei destructieve processen, zoals verlies van functionaliteit van mitochondriën en daarmee samenhangende oxidatieve stress. Daardoor sterven neuronen uiteindelijk af. Motorische zenuwcellen (efferente zenuwen) zouden gevoeliger zijn voor glutamaat dan sensorische zenuwcellen (afferente zenuwen).
- Disfunctioneren van de mitochondriën:[25] Er zijn duidelijke afwijkingen gevonden in de mitochondriën van ALS-patiënten. Het gaat met name om een afwijking in het enzymcomplex I in de ademhalingsketen, de stap waarin co-enzym Q10 geactiveerd wordt.[27] Mitochondriën zijn verantwoordelijk voor de energieproductie in de cel, disfunctie kan leiden tot onvoldoende ATP-productie en uiteindelijk celdood door apoptose. ALS lijkt biochemisch en morfologisch sterk op mitochondriële ziektebeelden, soms zelfs dusdanig dat het ermee verward wordt.[28]
- Eiwitaggregatie:[25] Bij ALS is, net als bij een aantal andere neurodegeneratieve aandoeningen, sprake van verkeerd gevouwen eiwitten die samenklonteren. Bij ALS leidt dit tot abnormale ophoping van neurofilamenten, een belangrijke structurele component van motorische zenuwcellen.
- Verschillende wetenschappelijke studies toonden een verband tussen bepaalde landbouwbestrijdingsmiddelen en ALS. Of dit verband oorzakelijk is, is niet duidelijk.[29][30][31][32]
- Uit een groot onderzoek onder meer dan een miljoen mensen die jarenlang gevolgd werden blijkt dat regelmatige consumptie van vette vis of ander voedsel dat rijk is aan omega 3-vetzuren de kans op ALS met 35% blijkt te verlagen.[33] Omega 6-vetzuren, zoals linolzuur, hebben geen invloed op de kans op ALS.[33]
- Er wordt aan de hand van onderzoek verondersteld dat roken het risico op ALS verhoogt. Voor het vaststellen van een zeker verband werd in 2011 gevraagd om meer onderzoek.[34]

## ALS Ice Bucket Challenge
In 2014 brachten vele internationaal bekende artiesten, topsporters en andere mediabekende personen het behandelen van ALS in de publiciteit door filmpjes van henzelf op internet te plaatsen. In deze filmpjes gooien zijzelf, of een ander, een emmer ijswater over zich heen en doneren ze geld aan stichtingen voor de behandeling van ALS.

## Tour du ALS
Elk jaar vindt in juni de Tour du ALS plaats. Bij dit evenement wordt fietsend, rennend en lopend samen met een aantal ALS-, PSMA- en PLS-patiënten de Mont Ventoux in Frankrijk beklommen om geld op te halen voor ALS. 

## Bekende mensen bij wie de diagnose ALS werd gesteld

### Nederland
| - Gijs van Aardenne (1930-1995), politicus - Paul Deen (1915-1990), acteur - Theodoor Doyer (1955-2010), hockeyinternational - Rob van Gennep (1937-1994), uitgever - Jaap Glasz (1935-2005), rechtsgeleerde en politicus - Henny Hemmes (-2019), autocoureur en journaliste - George Kooymans (1948-2025), gitarist - Sylvia de Leur (1933-2006), actrice - Anton Pronk, (1941-2016) voetballer en scout - Fernando Ricksen (1976-2019), voetballer - Carl Ridders (1958-2008), acteur - Pieter Steinz (1963-2016), journalist en schrijver - Jan van Veen (1944-2024), radiopresentator - Hans Vonk, (1942–2004) dirigent - Siem Vroom (1931-1985), acteur |  |
| |  |

### België
| - Fons Bastijns (1947-2008), Belgisch voetballer - Emiel Goelen (1946-2015), Vlaamse presentator en uitgever - Nora Tilley (1952-2019), Vlaamse actrice - Bea Van der Maat (1960-2023), Vlaamse zangeres, presentatrice en actrice - Jan Bosmans (1955-2024), Vlaamse arts en medisch-wetenschappelijke publicist en journalist |

### Rest van de wereld
| A–G - Frank Alamo (1941-2012), Frans zanger - José Afonso (1929-1987), Portugees zanger - Jason Becker (1969), Amerikaans rockgitarist - Lead Belly (1885-1949), Amerikaans zanger - Stefano Borgonovo (1964-2013), Italiaans voetballer - Heinz Burt (1942-2000), bassist van The Tornados - Luca Coscioni (1967-2006), Italiaans politicus - Roberta Flack (1937-2025), Amerikaanse zangeres - Matthieu Galey (1934-1986), Frans schrijver - Lou Gehrig (1903-1941), Amerikaans honkballer - Jérôme Golmard (1973-2017), Frans tennisser - Jefferson Gottardi (1976-2003), Boliviaans voetballer - Stanislav Gross (1969-2015), Tsjechisch politicus | H–Z - Stephen Hawking (1942-2018), Brits natuurkundige en kosmoloog - Stephen Hillenburg (1961-2018), Amerikaans animator, bedenker van Spongebob - Jimmy Johnstone (1944-2006), Schots voetballer - Tony Judt (1948-2010), Engels historicus - Charles Mingus (1922-1979), Amerikaans jazzmuzikant - David Niven (1910-1983), Brits acteur - Krzysztof Nowak (1975-2005), Pools voetballer - Friedrich Paulus (1890-1957), Duits generaal - Mike Porcaro (1955-2015), bassist van Toto - Sam Shepard (1943-2017), Amerikaans acteur, toneelschrijver, scenarist - Joost van der Westhuizen (1971-2017), Zuid-Afrikaans wereldkampioen rugby |